# Obalna straža SAD-a
Obalna straža SAD-a (engl. United States Coast Guard (USCG)) grana su Oružanih snaga SAD-a. Za razliku od ostalih grana Oružanih snaga, Obalna straža jedinstvena je po tome što objedinjuje poslove pomorske policije (s jurisdikcijom u obalnom moru i u međunarodnim vodama), vojnopomorske podrške, te saveznog tijela. Radi se o agenciji Ministarstva domovinske sigurnosti (Department of Homeland Security), dok u vrijeme rata potpada pod Ratnu mornaricu obavljajući vojne operacije.
Obalna straža ima zadaću suzbijanja nezakonite migracije, suzbijanja trgovine opojnih droga, postići obrambenu spremnost, skrbiti za sigurnost luka, plovnih puteva i obale, traganja i spašavanja, očuvanja pomorske sigurnosti te zaštite morskog okoliša, kao i drugih poslova provođenja zakona.
- Vojnopomorska zastava Obalne straže
- USCG HH-65 Dolphin
- USCG HC-130H

## Vanjske poveznice
- Službene stranice Obalne straže SAD